# 台北兵事区
台北兵事区（たいほくへいじく）は、1939年8月に日本統治時代の台湾に設置された大日本帝国陸軍の兵事区の一つ。台北州、台中州、新竹州、花蓮港庁を管轄領域とし、台北陸軍兵事部が置かれ徴兵・召集等兵事事務を所掌した。

## 概要
1939年（昭和14年）、陸軍兵事部令が制定され、台湾軍管区の下に台北兵事区が設置された。1941年（昭和16年）の陸軍管区表の改正で管轄領域が台北州、台中州、新竹州に、1944年（昭和19年）の陸軍管区表の改正で管轄領域が台北州、新竹州になった。

## 台北陸軍兵事部長
| 代             | 氏名           | 階級           | 在任期間       | 出典           |
| 台北兵事部部長 | 台北兵事部部長 | 台北兵事部部長 | 台北兵事部部長 | 台北兵事部部長 |
| -------------- | -------------- | -------------- | -------------- | -------------- |
|                | 福永轉         | 歩兵大佐       | 1939.8.1 -     | [ 5 ]          |
|                | 有田清樹       | 歩兵中佐       | 1941.8.1 -     | [ 6 ] [ 7 ]    |